# Volkszählung in Brasilien 2000
Die Volkszählung in Brasilien 2000 (port.: Censo demográfico do Brasil de 2000, XI Recenseamento Geral do Brasil) war die 11. brasilianische Volkszählung. Sie wurde vom brasilianischen Institut für Geographie und Statistik (Instituto Brasileiro de Geografia e Estatística - IBGE) durchgeführt und hatte zum Ziel, die brasilianische Bevölkerung und ihre sozioökonomischen Merkmale darzustellen und gleichzeitig die Grundlage für alle öffentlichen und privaten Planungen in den 1990er und 2000er Jahren zu bilden.
Die Volkszählung wurde in allen 5507 Gemeinden Brasiliens durchgeführt. Gezählt wurden alle in privaten und kollektiven Haushalten lebenden Personen, die sich am Stichtag, das heißt in der Nacht vom 31. Juli auf den 1. August 2000, dort aufhielten, sowie die Personen, die nicht zu Hause waren.
Die ersten Ergebnisse der Volkszählung 2000 wurden im Dezember desselben Jahres veröffentlicht.

## Bevölkerung nach Bundesstaaten

Brasilianische Bundesstaaten nach Bevölkerung.

Die Volkszählung 2000 ergab, dass sich mehr als 42 Prozent der brasilianischen Bevölkerung im Südosten des Landes konzentrierten, was auch bei der Volkszählung 2010 der Fall war.
| Rang | Bundesstaaten       | Bevölkerung (1991) | Bevölkerung (2000) | Wachstum in % |
| ---- | ------------------- | ------------------ | ------------------ | ------------- |
| 1    | São Paulo           | 31.546.473         | 36.969.476         | 17,2          |
| 2    | Minas Gerais        | 15.731.961         | 17.866.402         | 13,6          |
| 3    | Rio de Janeiro      | 12.783.761         | 14.367.083         | 12,4          |
| 4    | Bahia               | 11.855.157         | 13.066.910         | 10,2          |
| 5    | Rio Grande do Sul   | 9.135.479          | 10.181.749         | 11,5          |
| 6    | Paraná              | 8.443.299          | 9.558.454          | 13,2          |
| 7    | Pernambuco          | 7.122.548          | 7.911.937          | 11,1          |
| 8    | Ceará               | 6.362.620          | 7.418.476          | 16,6          |
| 9    | Pará                | 5.181.570          | 6.189.550          | 19,5          |
| 10   | Maranhão            | 4.929.029          | 5.642.960          | 14,5          |
| 11   | Santa Catarina      | 4.538.248          | 5.349.580          | 17,9          |
| 12   | Goiás               | 4.012.562          | 4.996.439          | 24,5          |
| 13   | Paraíba             | 3.200.677          | 3.439.344          | 7,5           |
| 14   | Espírito Santo      | 2.598.505          | 3.094.390          | 19,1          |
| 15   | Piauí               | 2.581.215          | 2.813.085          | 10,1          |
| 16   | Alagoas             | 2.512.991          | 2.771.538          | 12,2          |
| 17   | Amazonas            | 2.102.901          | 2.819.172          | 33,8          |
| 18   | Rio Grande do Norte | 2.414.121          | 2.841.202          | 14,8          |
| 19   | Mato Grosso         | 2.022.524          | 2.502.260          | 23,7          |
| 20   | Mato Grosso do Sul  | 1.778.741          | 2.043.169          | 16,6          |
| 21   | Distrito Federal    | 1.598.415          | 2.074.877          | 27,8          |
| 22   | Sergipe             | 1.491.867          | 1.781.714          | 19,4          |
| 23   | Rondônia            | 1.130.874          | 1.377.792          | 21,8          |
| 24   | Tocantins           | 920.116            | 1.155.913          | 25,6          |
| 25   | Acre                | 417.165            | 557.226            | 33,6          |
| 26   | Amapá               | 288.690            | 475.843            | 64,8          |
| 27   | Roraima             | 215.950            | 324.152            | 50,1          |

## Bevölkerung nach Regionen
| Rang      | Große Regionen      | Bevölkerung (1991) | Bevölkerung (2000) | Wachstum in % |
| --------- | ------------------- | ------------------ | ------------------ | ------------- |
| 1         | Região Sudeste      | 62.660.700         | 72.297.351         | 15,4          |
| 2         | Região Nordeste     | 42.470.225         | 47.693.253         | 12,3          |
| 3         | Região Sul          | 22.117.026         | 25.089.783         | 13,4          |
| 4         | Região Norte        | 10.257.266         | 12.893.561         | 25,7          |
| 5         | Região Centro-Oeste | 9.412.242          | 11.616.745         | 23,4          |
| Insgesamt | Brasilien           | 146.917.459        | 169.590.693        | 15,4          |